# 神戸市立淡河小学校
神戸市立淡河小学校（こうべしりつ おうごしょうがっこう）は、兵庫県神戸市北区淡河町萩原に所在する公立小学校。

## 沿革
- 1873年（明治6年）2月 - 惜陰小学校、長久小学校、宣親小学校、習成小学校が発足。
- 1875年（明治8年）5月 - 惜陰小学校が宣親小学校及び習成小学校を併合し、木津に移転。
- 1885年（明治18年）4月 - 好徳小学校中等科を惜陰小学校が合併。
- 1892年（明治25年）4月 - 惜陰小学校が現在地に移転し、淡河尋常小学校と改称。
- 1900年（明治33年）6月 - 長久小学校が僧尾尋常小学校と改称。
- 1903年（明治36年）1月 - 僧尾尋常小学校を統合。
- 1933年（昭和8年）10月 - 校歌制定[1]。
- 1941年（昭和16年）4月 - 淡河国民学校と改称。
- 1947年（昭和22年）4月 - 淡河村立淡河小学校と改称。
- 1958年（昭和33年）2月1日 - 淡河村が神戸市に編入され神戸市立淡河小学校と改称。

## 教育目標
- 人間性豊かな児童の育成

## 通学区域
- 神戸市北区
  - 淡河町（うち木津・萩原・淡河・勝雄・南僧尾・北僧尾）[2]

## 進学先中学校
- 神戸市立淡河中学校

## 校区内の主な施設
- 神戸市北区役所 淡河連絡所
- 神戸市立淡河好徳幼稚園
- 淡河八幡神社
- 淡河城跡
- 淡河疎水
- 道の駅淡河
- 有馬警察署 淡河駐在所

## 交通
- 神姫バス 15・65・115・165系統 「学校下」より徒歩

## 通学区域が隣接している学校
- 神戸市立好徳小学校
- 神戸市立山田小学校
- 三木市立志染小学校
- 三木市立豊地小学校
- 三木市立吉川小学校